# Низип
Низип (тур. Nizip) — город и район в провинции Газиантеп (Турция).

## История
Люди жили в этих местах с доисторических времён. В античные времена на берегу реки Ефрат располагался город Зевгма, знаменитый сегодня своими мозаиками. В XVI веке султан Селим I завоевал эти земли и включил их в состав Османской империи. Во время Второй турецко-египетской войны в этих местах 24 июня 1839 года состоялась Битва при Незибе.